# Magnus G. Graner
Per Magnus Gustav Graner, född 19 mars 1968, död 19 oktober 2014, var en svensk jurist, politiker (M) och ämbetsman. Han var statssekreterare hos Beatrice Ask vid Justitiedepartementet 2006-2014. Graner var även länsförbundsordförande för Moderaterna i Uppsala län 1999-2014.
Graner engagerade sig tidigt i Moderata Ungdomsförbundet (MUF) i Uppsala och blev ledamot i MUF:s förbundsstyrelse under Fredrik Reinfeldts ordförandeskap. Graner studerade samtidigt juridik för att sedan fullgöra notarietjänstgöring i Uppsala. Han blev sedermera advokat med inriktning på affärsjuridik. 
Vid sidan av sin juristverksamhet har Graner varit aktiv i kommunpolitiken och var även efter att ha blivit statssekreterare ledamot av kommunfullmäktige i Uppsala. Han var ordförande i det kommunala aktiebolaget Uppsala Konsert & Kongress.